# Gloster TC.33
El Gloster TC.33 fue un gran biplano de cuatro motores diseñado para el transporte de tropas y la evacuación médica a principios de la década de 1930. Solo se construyó un ejemplar.

## Diseño y desarrollo
La Gloster (anteriormente Gloucestershire) Aircraft Co. comenzó a diseñar y fabricar aeronaves en 1917. Hasta 1930, todas sus aeronaves, salvo una, eran monomotores, con la excepción del A.S.31, que no era originalmente un diseño de Gloster, sino que estaba basado en el De Havilland DH.67B. Por lo tanto, la aparición en 1930 del cuatrimotor de transporte de tropas (troop carrier, TC) TC.33 supuso una ruptura total con su tradición y, de hecho, fue el único cuatrimotor construido por Gloster.
Fue diseñado para cubrir la Especificación C.16/28 del Ministerio del Aire, que requería la capacidad de transportar 30 soldados y su equipo a 1930 km, y fue la misma especificación que produjo los Handley Page HP.43 y Vickers Type 163. El TC.33 era un gran biplano de un solo vano sin decalaje y con una flecha de 7°. Ambas alas tenían largueros de celosía metálica y costillas de metal con recubrimiento de tela. El ala inferior era inusual porque su sección central tenía un marcado diedro, de modo que los largueros principales se encontraban en la parte superior del fuselaje, dejando el interior libre de obstáculos. Una disposición similar, aunque con menos diedro, fue utilizada por el avión de pasajeros Handley Page HP.42 ligeramente anterior. El extremo exterior de esta sección central estaba arriostrado al fuselaje inferior. El TC.33 también era inusual al tener un ala inferior de (ligeramente) mayor envergadura que la superior; la mayoría de las alas de envergaduras desiguales tenían un ala superior más grande. Los cuatro motores Rolls-Royce Kestrel refrigerados por evaporación estaban montados en dos góndolas, cada una con un par tractor-propulsor y su condensador de vapor, e instaladas entre las alas, al final de la sección central. Cada una de ellas se sustentaba mediante dos soportes verticales sobre la góndola, un soporte complejo por debajo y otros soportes hasta las raíces inferiores del ala. El ancho tren de aterrizaje con eje dividido de 6,8 m tenía patas verticales desde el larguero del ala delantera en el mismo punto y soportes desde los ejes hasta el fuselaje.
El fuselaje era elegante, esbelto, de sección transversal ovalada y con un revestimiento metálico liso. La cabina era cerrada, pero contaba con puestos de artillero abiertos en el morro y en la cola. Al igual que la de vuelo, la larga cabina principal estaba calefactada e insonorizada. Contaba con una gran escotilla en el suelo para cargas pesadas, con un elevador integrado montado encima, además de una escotilla más pequeña en el techo por la que se podían bajar las cargas con una grúa. La unidad de cola biplano contaba con empenajes y timones de placa terminal convencionales recubiertos de tela, pero los planos presentaban una configuración inusual: el plano de cola superior y el soporte del elevador estaban montados sobre el fuselaje, mientras que la parte inferior, de cuerda mucho más estrecha, estaba fijada a la parte inferior del fuselaje.

## Historia operacional
El TC.33 voló por primera vez el 23 de febrero de 1932. Los vuelos de desarrollo mostraron que tenía un buen rendimiento, pero sufría de flameo del elevador y del timón. El primero se solucionó con compensación de masa, pero la vibración del timón persistió, particularmente en picados a alta velocidad, hasta que se rediseñaron los mismos. Se exhibió en la Exhibición de RAF Hendon de 1932 y luego fue a RAF Martlesham Heath para realizar pruebas. Una vez en el aire, el TC.33 fue juzgado como una máquina agradable para volar, pero fue muy decepcionante por su rendimiento al despegue a plena carga. Incluso en Martlesham fue difícil despegar del suelo en una distancia razonable. El comportamiento del tren de aterrizaje también fue criticado. Debido a estas preocupaciones sobre el rendimiento al despegue a las temperaturas y altitudes inglesas, el Ministerio del Aire no realizó ningún pedido, juzgando que no soportaría las condiciones de calor y altura que se encontraban en muchos campos de la RAF en todo el Imperio . Por lo tanto, el J9832 fue el único ejemplar del modelo. De hecho, ninguno de los contendientes del C.16/28 consiguió un contrato de producción.

## Especificaciones
Referencia datos: James, 1971, p. 200

### Características generales
- Tripulación: Cuatro
- Capacidad: 30 soldados
- Longitud: 24,3 m (79,7 ft)
- Envergadura: 28,9 m (94,8 ft)
- Altura: 7,8 m (25,6 ft)
- Superficie alar: 231 m² (2486,5 ft²)
- Peso vacío: 8346 kg (18 394,6 lb)
- Peso cargado: 13 101 kg (28 874,6 lb)
- Planta motriz: 4× motor lineal V12 refrigerado por líquido Rolls-Royce Kestrel IIIS.
  - Potencia: 432 kW (596 HP; 587 CV) cada uno.
- Hélices: 1× bipala de paso fijo (dos tractoras y dos propulsoras) por motor.
- Diámetro de la hélice: 3,8 m (tractoras), 3,3 m (propulsoras)

### Rendimiento
- Velocidad máxima operativa (Vno): 227 km/h (141 MPH; 123 kt) a 4000 m (13 000 pies)
- Techo de vuelo: 5820 m (19 094 ft)
- Régimen de ascenso: 2,1 m/s (413 ft/min) para 3000 m (10 000 pies)

### Armamento
- Ametralladoras: 

  - 2x Lewis de 7,7 mm (en posiciones de morro y trasera)
- Bombas: 1600 kg en soportes bajo el fuselaje

## Aeronaves relacionadas

### Secuencias de designación
- Secuencia G._ (interna de Gloster): ← G.30 - AS/G.31 - G.32 - TC/G.33 - SS.34 - G.35 - SS.35 →